# Walter Serena
Walter Serena (San Zeno Naviglio, 3 de abril de 1928 - Brèscia, 19 de agosto de 2011) fue un ciclista italiano que fue profesional entre 1952 y 1957. Durante su carrera profesional consiguió 4 victorias, entre ellas la Volta a Cataluña de 1954.

## Palmarés
1954
- Volta a Cataluña , más 1 etapa
- Gran Premio Pontremoli

1955
- 1 etapa en el Giro de Sicilia

### Resultados en el Giro de Italia
- 1953. 28.º de la clasificación general
- 1954. 55.º de la clasificación general
- 1955. 44.º de la clasificación general
- 1956. Abandona